# Antalieptė
Antalieptė (in polacco: Antolepty) è una città del distretto di Zarasai della contea di Utena, nel nord-est della Lituania. Secondo un censimento del 2011, la popolazione ammonta a 278 abitanti. L’insediamento si è sviluppato sulla riva destra del fiume Šventoji e sul percorso stradale Duseta–Daugailiai.
Antalieptė vanta un istituto scolastico importante dell’area (LT-32013): costituisce il centro nevralgico dell’omonima seniūnija. La valle dello Šventoji vanta la presenza di diverse costruzioni religiose tra cappelle e monasteri oltre a una pregevole Casa della Cultura, una biblioteca attiva dal 1941 e un bellissimo mulino ad acqua (costruito nel 1855 con mattoni rossi e calce e operativo fino al 1966).

## Storia
Stando a un sondaggio del 1897 census, ben l’85.5% della popolazione era ebrea. Tragico il destino di questa comunità ammazzata nel corso della Seconda guerra mondiale dalle truppe tedesche e dalla polizia lituana.